# Chungking Express
Chungking Express is een Hongkongse romantische dramafilm uit 1994 onder regie van Wong Kar-Wai. De Chinese titel luidt: 重慶森林 (Uitspraak in Kantonees: Chung hing sam lam).

## Verhaal
Het verhaal gaat over twee politieagenten die gebukt gaan onder de liefde. Het eerste deel gaat over agent 223, waarvan de relatie met zijn vriendin verbroken is. Hij koopt een maand lang elke dag een blik ananas met de uiterste vervaldatum 1 mei, met als beweegreden dat aan het eind van de maand ze óf herenigd zijn, óf hun liefde ook de vervaldatum bereikt heeft. Het tweede gedeelte gaat over agent 663 die tegen zijn meubels praat, nadat zijn relatie met een stewardess beëindigd is.

## Rolbezetting
Hoofdpersonages
| Acteur              | Personage              |
| ------------------- | ---------------------- |
| Brigitte Lin        | Vrouw met blonde pruik |
| Takeshi Kaneshiro   | Politieagent 223       |
| Tony Leung Chiu Wai | Politieagent 663       |
| Faye Wong           | Faye                   |
| Valerie Chow        | Stewardess             |

## Trivia
- Wong Kar-Wai was bezig met zijn grote film 'Ashes of Time'. Omdat daar weinig voortgang in zat, maakte hij tussendoor 'Chungking Express'. Deze film werd in 23 dagen opgenomen en kwam uit voordat Ashes of Time klaar was.
- Het was de bedoeling dat de film uit drie delen zou bestaan, maar de regisseur besloot van het derde deel een aparte film te maken. Dit werd 'Fallen Angels'.
- Chungking Express was de eerste film van Quentin Tarantino's Rolling Thunder Pictures, een Amerikaanse productiemaatschappij die onafhankelijke, buitenlandse en exploitation films uitbracht.